# Sonata para piano n.º 19 (Schubert)

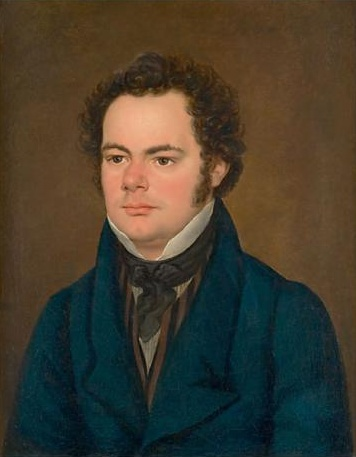
Retrato de Franz Schubert hecho por Anton Depauly (1827).

La Sonata para piano n.º 19 en do menor D. 958 es una sonata para piano de Franz Schubert. Forma junto a las sonatas D. 959 y D. 960 las últimas obras mayores para piano del compositor, todas escritas durante sus últimos meses de vida, entre la primavera y el otoño de 1828, época en que se encontraba afectado por una sífilis terciaria.

## Estructura

### I. Allegro

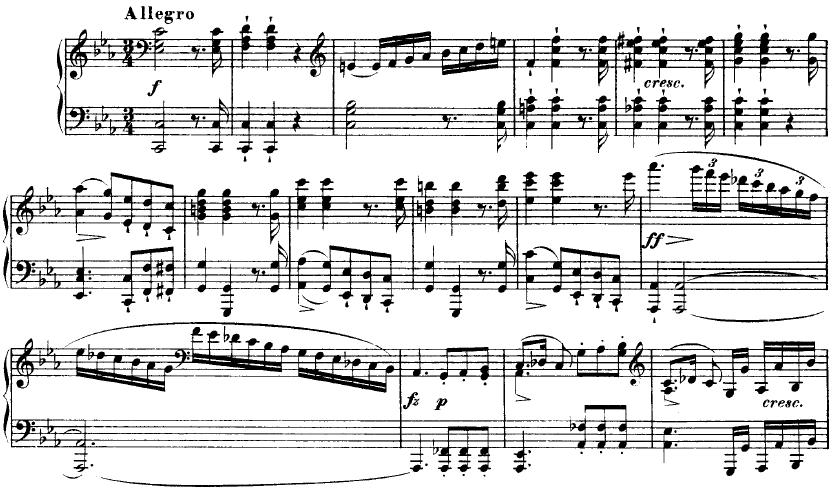
Apertura de la Sonata en do menor.

La apertura es dramática, con un acorde de do menor fuerte totalmente sonoro. La voz que encabeza este pasaje describe un ascenso cromático a la ♭. Este será el primer ejemplo de un grado notable de cromatismo en la sonata en su conjunto. La característica más sobresaliente del primer tema es la repentina digresión moduladora a la ♭ mayor, establecida por una escala descendente precipitada iniciada por el logro final de esta tonalidad en la voz ascendente del tema menor. La exposición cambia de la tónica al relativo mayor (la ♭ mayor), tocando a mitad de camino su homónima menor (mi ♭ menor), todo de acuerdo con la práctica clásica. Este segundo tema, una melodía en mi ♭ mayor similar a un himno en armonía de cuatro partes, contrasta enormemente con el primero, aunque su contorno melódico está prefigurado en la repentina salida de la ♭ mayor. Ambos temas progresan algo en el estilo de las variaciones y están estructurados con longitudes de frase irregulares.
La sección de desarrollo es muy cromática y es diferente desde el punto de vista textural y melódico de la exposición. La recapitulación vuelve a ser tradicional, manteniéndose en la tónica y acentuando las tonalidades subdominantes re ♭, el segundo grado más bajo - en el primer tema). La coda vuelve al material de la sección de desarrollo pero con tonalidad estable, extinguiéndose en una serie oscura de cadencias en registro bajo.

### II. Adagio
El segundo movimiento es en la ♭ mayor, forma ABABA. Nostálgico en su carácter clásico tradicional (uno de los pocos Adagios instrumentales que Schubert escribió), el tema de apertura de este movimiento es una melodía elegante y conmovedora que eventualmente sufre un tratamiento tonal y cadencial notable, socavando el entorno pacífico. Charles Fisk ha señalado que la voz principal de la primera frase, 1–7–1–2–3–4–3, se basa en la digresión inicial la ♭ al comienzo del Allegro. La estructura armónica cromática poco ortodoxa de este movimiento se genera a partir de una breve progresión que aparece hacia el final de la sección A, que conduce a una cadencia plagal en la clave subdominante (re ♭), cromáticamente coloreada con su propio acorde subdominante menor (sol ♭ menor). La importancia de esta progresión y de re ♭ en general se enfatiza por su cita en un clímax de la exposición del final. Esta desviación de la cadencia esperada del tema principal conduce a la atmósfera embrujada de la sección B, que está llena de modulaciones cromáticas y sforzandos sorprendentes.
En la segunda aparición de las secciones A y B, casi toda la música se desplaza un semitono hacia arriba, consolidando aún más la importancia de la segunda menor ascendente en la sonata en su conjunto. La progresión focal plagal vuelve transformada al final del movimiento, con una coloración cromática aún más sutil y modulaciones más distantes, tocando en do mayor, antes de que la pieza finalmente termine en la tónica, el tema ahora debilitado y dotado de una calidad ilusoria debido a la evasión de cadencias, modulación libre y tendencia a la digresión en pasajes menores con problemas.

### III. Menuetto: Allegro - Trio
El tercer movimiento es sombrío, bastante distinto de la atmósfera típica de los movimientos de danza. Es relativamente conservador en su esquema de tonalidades, pasando a la tonalidad mayor relativa y de regreso a la tónica. En la sección B, una interpolación dramática en la ♭ mayor interrumpe una secuencia de hemiolias, haciendo referencia a la salida a esta tonalidad en la apertura del Allegro con la sexta menor agregada. La segunda sección A es una transformación de la primera, interrumpida cada cuatro compases por un compás de silencio, creando una atmósfera misteriosa. El trío está en la ♭, forma ternaria, con una sección B a partir de mi ♭ mayor coloreado por su propia sexta menor y modulando a sol ♭ mayor a través del menor homónimo.

### IV. Allegro
Este movimiento está escrito en 6
8 y en estilo tarantela y se caracteriza por un ritmo galopante implacable que invoca exigentes efectos pianísticos con frecuentes cruces de manos y saltos de registros. Emplea la exposición de tres teclas, un elemento recurrente en el estilo de Schubert. El primer tema cambia de do menor a do mayor, otra característica de Schubert, y contiene muchas alusiones a re ♭ mayor, que finalmente se establece en una referencia culminante a la cadencia plagal característica del Adagio. El segundo tema, procediendo con el homónimo menor enarmónico de esta cadencia (do ♯ menor), desarrolla aún más la cadencia en su alternancia de tonalidades tónicas y subdominantes. Después de una serie de modulaciones, la exposición termina en el mayor relativo tradicional, mi ♭.
La sección de desarrollo comienza en do ♭ con un nuevo tema, derivado de los últimos compases de la exposición. Posteriormente, se desarrolla material adicional de la exposición, que se va acumulando gradualmente hacia un clímax. La recapitulación también está escrita en tres tonalidades; el primer tema se acorta drásticamente, y esta vez el segundo tema se desvía a si ♭ menor, el resultado es que la sección de cierre aparece en la tónica tradicional.
La coda comienza con un largo pasaje anticipatorio que enfatiza la ♭, el submediante, y luego reintroduce el primer tema, restaurando la mayor parte de la música omitida en su repetición. Este último pasaje se caracteriza por arpegios arrolladores con violentos contrastes dinámicos: una serie de subito fortissimo que decae al piano, siguiendo el ascenso y la caída de la melodía. En la última iteración, la melodía golpea triple forte en el cenit de su registro y luego se sumerge cuatro octavas en un arpegio descendente, marcado poco a poco diminuendo al pianissimo. Una cadencia enfática luego concluye la pieza.